# 3-й кавалерийский полк (США)
3-й кавалерийский полк (англ. 3rd Cavalry Regiment), ранее 3-й бронекавалерийский полк (3rd Armored Cavalry Regiment) («Храбрые стрелки») — тактическое формирование Армии США бригадного состава, в настоящее время дислоцируется в Форт-Худе, штат Техас.
Полк ведёт свою историю в Армии США с 19 мая 1846 года, когда он был сформирован в регулярной армии как Полк конных стрелков (Regiment of Mounted Riflemen) в казармах Джефферсона, штат Миссури. Это подразделение было реорганизовано в начале Гражданской войны в 3-й кавалерийский полк США 3 августа 1861 года. В январе 1943 года полк был переименован в 3-ю кавалерийскую группу (механизированную). Ныне они оснащены машинами Stryker. 3-й бронекавалерийский полк был последним тяжёлым бронекавалерийским полком в Армии США, пока 16 ноября 2011 года он официально не стал полком «Страйкер» (Stryker), став по составу и вооружению идентичным механизированным бригадам. Он сохранил своё наименование как 3-й кавалерийский полк.
Под разными названиями полк участвовал в одиннадцати крупных конфликтах: индейских войнах, Американо-мексиканской войне, Гражданской войне в США, Испано-американской войне, Филиппино-американской войне, Первой мировой войне, Второй мировой войне, Войне в Персидском заливе, SFOR в Боснии, операции «Иракская свобода», операции «Новая заря» в Ираке, операции «Несокрушимая свобода», операции «Страж свободы» и, совсем недавно, операции «Непоколебимая решимость».
Двадцать три военнослужащих полка получили Медаль Почёта, все они были награждены за храбрость в бою в период с 1871 по 1898 год. В этот список входит Буффало Билл, награда которого была отменена в 1916 году за то, что он не был военнослужащим. Медаль Коди была восстановлена в 1989 году.
Бо́льшая часть полка была развёрнута в Афганистане с 2016 по февраль 2017 года. 
Полк входил в состав 1-й квалерийской дивизии до марта 2017 года, когда его подчинили непосредственно командованию 3-го бронетанкового корпуса.

## Состав

ОШС 3-го кавалерийского полка.

3-й кавалерийский полк включает в себя семь батальонов, именуемых по традиции эскадронами. Каждый эскадрон/дивизион включает в себя роты/батареи.
- Штаб и штабная рота (Regimental Headquarters and Headquarters Troop (RHHT) (Remington))
- 1-й эскадрон (1st Squadron 3rd Cavalry Regiment (Tiger))
  - Штаб и штабная рота (Headquarters and Headquarters Troop (Roughrider))
  - Рота A (A Troop (Apache Troop))
  - Рота B (B Troop (Bandit Troop))
  - Рота C (C Troop (Crazyhorse Troop))
  - Рота D (D Troop (Dragon Troop)) — рота передовой поддержки
- 2-й эскадрон (2nd Squadron 3rd Cavalry Regiment (Sabre)
  - Штаб и штабная рота (Headquarters and Headquarters Troop (Rattler))
  - Рота E (E Troop (Eagle Troop))
  - Рота F (F Troop (Fox Troop))
  - Рота G (G Troop (Grim Troop))
  - Рота H (H Troop (Heavy Troop)) — рота передовой поддержки
- 3-й эскадрон (3rd Squadron 3rd Cavalry Regiment (Thunder))
  - Штаб и штабная рота (Headquarters and Headquarters Troop (Havoc Hounds))
  - Рота I (I Troop (Ironhawk Troop))
  - Рота K (K Troop (Killer Troop))
  - Рота L (L Troop (Lightning Troop))
  - Рота M (M Troop (Maddog Troop)) — рота передовой поддержки
- 4-й эскадрон (4th Squadron 3rd Cavalry Regiment (Longknife)) — разведка, наблюдение и целеуказание
  - Штаб и штабная рота (Headquarters and Headquarters Troop (Headhunters))
  - Рота N (N Troop (Nomad Troop))
  - Рота O (O Troop (Outlaw Troop))
  - Рота P (P Troop (Predator Troop))
  - Рота Q (Q Troop (Quicksilver Troop)) — рота оружия
  - Рота R (R Troop (Renegade Troop)) — рота передовой поддержки
- Артиллерийский дивизион (Field Artillery Squadron 3rd Cavalry Regiment (Steel))
  - Штаб и батарея управления (Headquarters and Headquarters Battery (HHB) (Brimstone))
  - Батарея A (A Battery (King))
  - Батарея B (B Battery (Lion))
  - Батарея C (C Battery (Regulator))
  - Батарея материального обеспечения (Service Battery (Caisson))
- Инженерный эскадрон (Regimental Engineer Squadron)
  - Штаб и штабная рота (Headquarters and Headquarters Troop (Railsplitter))
  - Рота Альфа (Alpha Troop(Ares)) — инженерная рота
  - Рота Браво (Bravo Troop (Brawler)) — инженерная рота
  - Рота Чарли (Charlie Troop (Centurion)) — рота связи
  - Рота Дельта (Delta Troop (Ghostrider)) — рота военной разведки
  - Рота поддержки (Sustainment Troop (Tomahawk)) — рота передовой поддержки
- Эскадрон поддержки (Support Squadron 3rd Cavalry Regiment (Muleskinner))
  - Штаб и штабная рота (Headquarters and Headquarters Troop (Bullwhip))
  - Рота материального обеспечения и транспортировки (Supply and Transportation Troop (Packhorse))
  - Рота технического обслуживания (Maintenance Troop (Blacksmith))
  - Медицинская рота (Medical Troop (Scalpel))

## Награды
| Лента | Награда                             | Действие                                                                                           | Период боевых действий            | Распоряжение | Дата награждения |
| ----- | ----------------------------------- | -------------------------------------------------------------------------------------------------- | --------------------------------- | ------------ | ---------------- |
|       | Президентское отличие подразделению | За боевые действия в Бастони во Второй мировой войне (3-й и 21-й танковые батальоны)               | 18 — 27 декабря 1944              | kk           | 6 июня 1962      |
|       | Награда подразделению за доблесть   | За службу в операции «Иракская свобода» I (распоряжения награды: )                                 | 25 апреля — 18 сентября 2003      | 038-22       | 7 февраля 2012   |
|       | Награда подразделению за доблесть   | За службу в операции «Иракская свобода» 04-06 (штаб полка, 1-й, 2-й, 4-й батальоны и батальон МТО) | 18 мая — 23 сентября 2005         | 049-10       | 18 февраля 2010  |
|       | Награда подразделению за доблесть   | За службу в операции «Иракская свобода» 04-06 (3-й батальон)                                       | 15 января 2005 — 14 января 2006   | 070-17       | 10 марта 2008    |
|       | Награда подразделению за доблесть   | За службу в операции «Иракская свобода» 07-09 (2-й батальон)                                       | 11 декабря 2007 — 28 декабря 2008 | 174-06       | 23 июня 2009     |
|       | Награда подразделению за доблесть   | За службу в операции «Иракская свобода» 07-09 (3-й батальон)                                       | 5 декабря 2007 — 1 апреля 2008    | 163-04       | 12 июня 2009     |
|       | Награда подразделению за доблесть   | За службу в операции «Иракская свобода» 07-09 (4-й батальон)                                       | 23 марта 2008 — 5 июня 2008       | GO 2014-55   | 25 августа 2014  |

## Преемственность
Центр военной истории Армии США (United States Army Center of Military History) кратко описывает родословную полка следующим образом:
- Учреждён 19 мая 1846 года в регулярной армии как Полк конных стрелков.
- Организован 12 октября 1846 года в казармах Джефферсона, штат Миссури. Переименован 3 августа 1861 года в 3-й кавалерийский полк Соединённых Штатов (3rd United States Cavalry).
- Расформирован 15 июля 1942 года в Форте-Беннинг, штат Джорджия; личный состав и техника переданы 3-му бронетанковому полку (3rd Armored Regiment).
- Переименован 18 января 1943 года в 3-й механизированный кавалерийский полк (3rd Cavalry, Mechanized).
- Сформирован 15 марта 1943 года в Кэмп-Гордоне, Джорджия.
- Полк был расформирован 3 ноября 1943 года, его подразделения реорганизованы и переименованы в 3-ю кавалерийскую механизированную группу (3rd Cavalry Group, Mechanized) и 3-й и 43-й механизированные разведывательные эскадроны (Reconnaissance Squadrons, Mechanized).
- 3-я кавалерийская механизированная группа расформирована 22 декабря 1945 года в Кэмп-Килмере, Нью-Джерси.
- Сформирован 26 февраля 1946 года в Форт-Мид, Мэриленд.
- Переименован 5 ноября 1948 года в 3-й бронекавалерийский полк (3rd Armored Cavalry Regiment); организация оставшейся части полка завершена 3 ноября 1948 года путем переформирования 3-го и 43-го кавалерийских механизированных разведывательных эскадронов путем переформирования и формирования некоторых других подразделений 3-го полка, которые были расформированы или скадрированы в 1921—1928 годах.
- 3-й, 777-й и 21-й танковые батальоны объединены с 3-м бронекавалерийским полком 8 января 1951 года. (Батальоны и роты переименованы в эскадроны и troop, 1 июня 1960 года).

- Передислоцирован в 1972 году[4] из Форт-Льюиса, штат Вашингтон, в Форт-Блисс, штат Техас.
- В 1996 году передислоцирован в Форт-Карсон, штат Колорадо[5]
- 13 июля 2006 года переведён в Форт-Худ, штат Техас[6].
- Переименован 16 ноября 2011 года в 3-й кавалерийский полк и реорганизован в бригаду «Страйкер»[7].